# Cantone di Saint-Herblain-1
Il Cantone di Saint-Herblain-1 è una divisione amministrativa dell'Arrondissement di Nantes.
È stato costituito a seguito della riforma approvata con decreto del 25 febbraio 2014, che ha avuto attuazione dopo le elezioni dipartimentali del 2015.

## Composizione
Comprende parte del comune di Saint-Herblain e i 3 comuni di:
- Couëron
- Indre
- Sautron